# Lemonia ballioni
Lemonia ballioni är en fjärilsart som beskrevs av Hugo Theodor Christoph 1888. Lemonia ballioni ingår i släktet Lemonia och familjen fältspinnare, Brahmaeidae. Inga underarter finns listade i Catalogue of Life.